# Округ Свифт (Минесота)
Свифт (енгл. Swift County) је округ у америчкој савезној држави Минесота.

## Демографија
По попису из 2010. године број становника је 9.783, што је 2.173 (-18,2%) становника мање него 2000. године.
| Група             | 2000.          | 2010.         |
| Белци             | 10.728 (89,7%) | 9.271 (94,8%) |
| Афроамериканци    | 322 (2,7%)     | 49 (0,5%)     |
| Азијати           | 171 (1,4%)     | 21 (0,2%)     |
| Хиспаноамериканци | 320 (2,7%)     | 350 (3,6%)    |
| Укупно            | 11.956         | 9.783         |